# Лангхорн Мејнор (Пенсилванија)
Лангхорн Мејнор (енгл. Langhorne Manor) град је у америчкој савезној држави Пенсилванија.

## Демографија
По попису из 2010. године број становника је 1.442, што је 515 (55,6%) становника више него 2000. године.
| Група             | 2000.       | 2010.         |
| Белци             | 867 (93,5%) | 1.296 (89,9%) |
| Афроамериканци    | 30 (3,2%)   | 59 (4,1%)     |
| Азијати           | 13 (1,4%)   | 22 (1,5%)     |
| Хиспаноамериканци | 10 (1,1%)   | 47 (3,3%)     |
| Укупно            | 927         | 1.442         |